# Grand Prix Cemab
Le Grand Prix Cemab  est une ancienne course cycliste en ligne italienne disputée de 1961 à 1975 en Émilie-Romagne. 
L'épreuve se disputait à Mirandola, localité du centre de l'Italie, dans la province de Modène, région Émilie-Romagne.

## Palmarès
| Année | Vainqueur          | Deuxième             | Troisième              |
| ----- | ------------------ | -------------------- | ---------------------- |
| 1961  | Giuseppe Tonucci   | Dino Bruni           | Dino Liviero           |
| 1962  | Dino Liviero       | Vendramino Bariviera | Armando Pellegrini     |
| 1963  | Guido Carlesi      | Walter Martin        | Dino Bruni             |
| 1965  | Danilo Ferrari     | Carlo Chiappano      | Silvano Schiavon       |
| 1966  | Giuseppe Grassi    | Giampiero Macchi     | Domenico Meldolesi     |
| 1967  | Lino Carletto      | Ugo Colombo          | Franco Bodrero         |
| 1968  | Marino Basso       | Ercole Gualazzini    | Giuseppe Grassi        |
| 1969  | Michele Dancelli   | Gianni Motta         | Albert Van Vlierberghe |
| 1970  | Pietro Guerra      | Romano Tumellero     | Franco Bitossi         |
| 1971  | Giancarlo Polidori | Marino Basso         | Dino Zandegu           |
| 1972  | Guido Reybrouck    | Dino Zandegu         | Ole Ritter             |
| 1974  | Enrico Paolini     | Sigfrido Fontanelli  | Valerio Lualdi         |
| 1975  | Luciano Borgognoni | Patrick Sercu        | Marino Basso           |